# Porteirão
Porteirão este un oraș în Goiás (GO), Brazilia.